# Dani Olmo
Daniel „Dani” Olmo Carvajal (ur. 7 maja 1998 w Terrassie) – hiszpański piłkarz, występujący na pozycji pomocnika w hiszpańskim klubie FC Barcelona oraz w reprezentacji Hiszpanii. Zwycięzca Mistrzostw Europy 2024. Uczestnik Mistrzostw Świata 2022 oraz Mistrzostw Europy 2020. 
Z 3 bramkami na koncie został jednym z sześciu króli strzelców Mistrzostw Europy 2024.

## Kariera reprezentacyjna
Dani Olmo był jednym z powołanych zawodników do młodzieżowej kadry Hiszpanii na Mistrzostwach Europy U-17 rozgrywanych w Bułgarii w 2015 roku. Podczas turnieju rozegrał pięć spotkań.

## Sukcesy

### Dinamo Zagrzeb
- Mistrzostwo Chorwacji: 2014/2015, 2015/2016, 2017/2018, 2018/2019, 2019/2020
- Puchar Chorwacji: 2014/2015, 2015/2016, 2017/2018
- Superpuchar Chorwacji: 2019

### RB Leipzig
- Puchar Niemiec: 2021/2022, 2022/2023
- Superpuchar Niemiec: 2023

### FC Barcelona
- Mistrzostwo Hiszpanii: 2024/2025
- Puchar Króla: 2024/2025
- Superpuchar Hiszpanii: 2024/2025